# (35897) 1999 JU85
1999 JU85 (asteroide 35897) é um asteroide da cintura principal. Possui uma excentricidade de 0.13411920 e uma inclinação de 7.07098º.
Este asteroide foi descoberto no dia 10 de maio de 1999 por LINEAR em Socorro.